# 恵北
恵北（けいほく）
- 恵北 - 岐阜県東濃地域のうち、旧恵那郡北部一帯のこと。現在の中津川市の坂下・川上・加子母・付知・福岡・蛭川の各地区に相当する。裏木曽地域の一部である。

- 恵北 - 北海道稚内市の字名。旧天北線恵北駅があったところ。